# Nancheng, Dehua
Nancheng (kinesiska: 南埕) är en köping i sydöstra Kina. Den ligger i Dehua härad i staden Quanzhou i provinsen Fujian, omkring 100 kilometer sydväst om provinshuvudstaden Fuzhou. Antalet invånare är 3 454. Befolkningen består av 1 617 kvinnor och 1 837 män. Barn under 15 år utgör 7,0 %, vuxna 15-64 år 70 %, och äldre över 65 år 21,0 %.